# ソロモン神殿

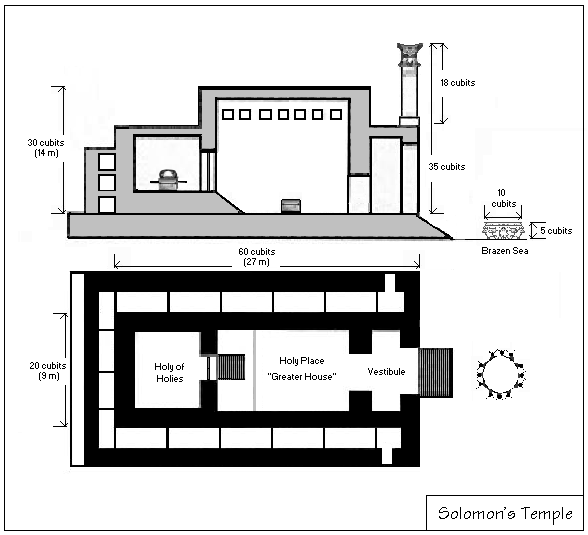
聖書に基づき書かれたソロモン神殿の間取り

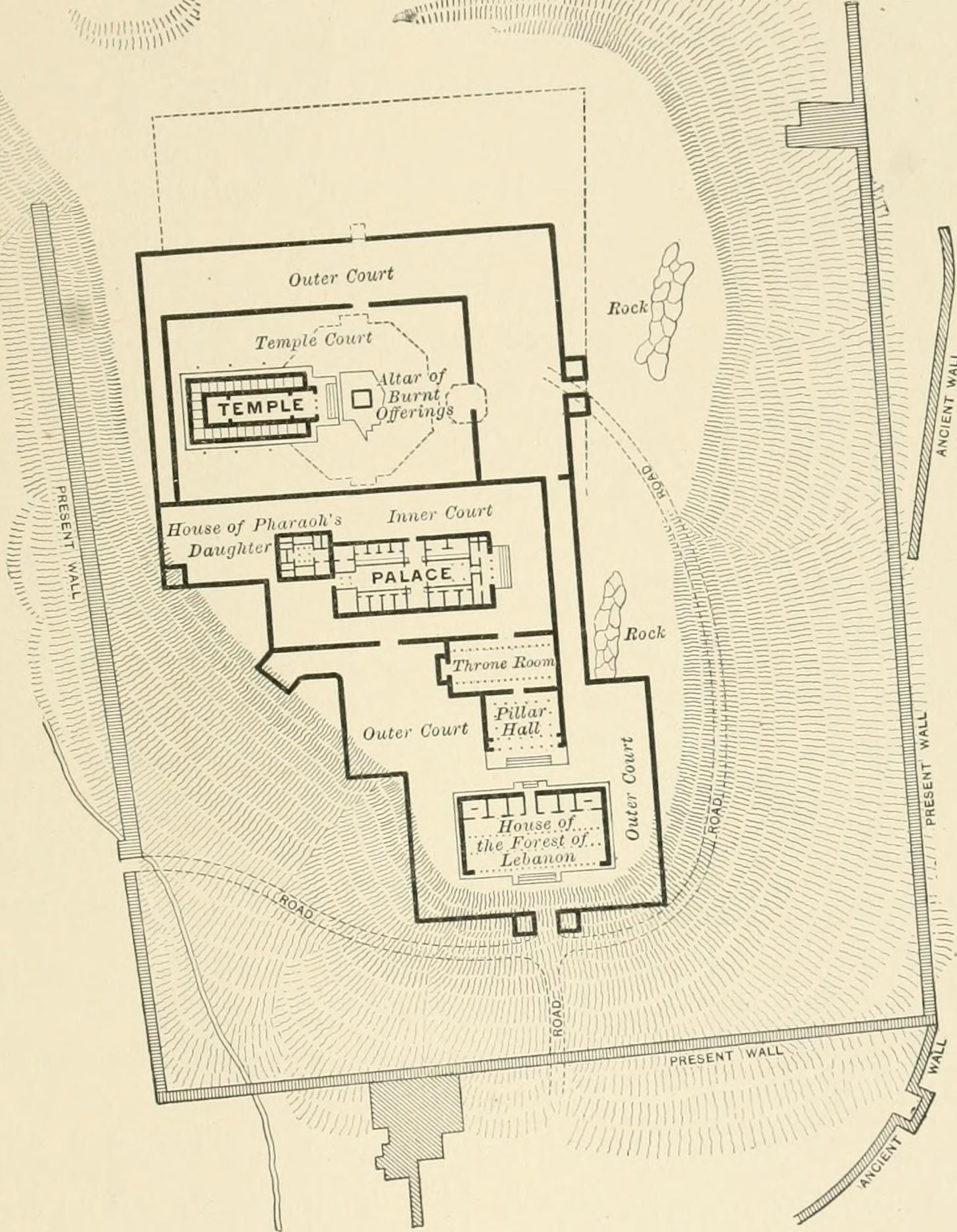
1905年に刷られた間取り

ソロモン神殿（英語：Solomon's Temple）とは、ヘブライ語聖書によるとネブカドネザル2世によるエルサレム攻囲戦 (紀元前587年) で破壊されるまでエルサレムにあった聖なる神殿（ヘブライ語: בֵּית־הַמִּקְדָּשׁ‎: Beit HaMikdash）である。その後建てられる神殿と区別し、第一神殿（First Temple） とも呼ばれる。
第一神殿の史実性については、考古学的根拠が全くないため不明だが、エルサレム攻囲戦までに神殿が存在していたことは学者間で共通認識とされている。神殿の規模や建設年については議論中であり、宗教・政治的にセンシティブな場所であるため最近は調査も行われていない。
紀元前6世紀になるとエルサレムはアケメネス朝ペルシャの支配下になり、キュロス2世の政策下で、ソロモン神殿のあった神殿の丘に第二神殿が再建された。
ヘブライ語聖書によると、紀元前10世紀中頃のイスラエル・ユダ連合王国王ソロモンのもと建設され、ユダ王国の時代にはヤハウェ神を奉じ、契約の箱が納められたとされる。ユダヤ人の歴史家フラウィウス・ヨセフスは「寺院は建てられてから四百十年六月十日後に焼かれた」と述べている。

## 聖書における記述
歴代志上22章によると、元々はダビデ王が「主なる神の家」の建設を志し、準備をしていたものの、神の許しを得なかったので、息子のソロモン王が建設を引き継ぐことになった。

ソロモン王による建設については、歴代志下の2～4章に記述されている。

## 建築について
聖書では、ソロモンがイスラエルを支配してから4年目に建設を始め7年後に完成したとされる。ソロモン王と友好関係にあったティルス王ヒラムからは、レバノン杉などの提供があった。
考古・聖書学者のイスラエル・フィンケルシュタインによると、フェニキアの建物に酷似していることから、フェニキア人が設計に関与しているとしている。
- 至聖所（Kodesh haKodashim）
- Hekhal
- 鋳物の海（英語版） - 司祭が沐浴し身を清めるのに使った銅製の水盤
- en:Aish tamid - ソロモン神殿の祭壇で燃えていた永遠の炎。ネール・ターミードとは異なる。